# Miles Bellville
Miles Aubrey Bellville, MBE (* 28. April 1909 in Billesdon, Leicestershire; † 27. Oktober 1980 in Bromyard, Herefordshire) war ein britischer Segler.

## Werdegang
Miles Bellville, der Mitglied im Royal Corinthian Yacht Club und dem Royal Ocean Racing Club war, nahm in der 6-Meter-Klasse an den Olympischen Spielen 1936 in Berlin teil. Er war Crewmitglied der Lalage und gewann mit dieser in der im Olympiahafen Düsternbrook in Kiel stattfindenden Regatta dank eines Ein-Punkte-Vorsprungs auf die zweitplatzierten Norweger in der Lully II unter Skipper Magnus Konow mit 67 Gesamtpunkten die Goldmedaille. Neben Bellville und Skipper Christopher Boardman wurden die Crewmitglieder Leonard Martin, Russell Harmer und Charles Leaf Olympiasieger. Zwei Jahre zuvor gehörte Bellville ebenso wie Boardman und Martin zur Crew des britischen Herausfordererbootes Endeavor beim America’s Cup.
Belville stieg bei den Royal Marines bis in den Rang eines Majors auf und erhielt während des Zweiten Weltkriegs das Military Cross für seine Beteiligung an der Operation Ironclad in Madagaskar. Ein Jahr später wurde er zum Member des Order of the British Empire ernannt. Nach dem Krieg betätigte sich Belville als Farmer. Von 1966 bis 1969 übte er das Amt des Sheriffs von Herefordshire aus.